# Терещенко Пелагія Гаврилівна
Пелагія Гаврилівна Терещенко (28 січня 1914, місто Одеса? — ?) — українська радянська діячка, новатор виробництва, наладниця полірувальних верстатів Запорізького машинобудівного заводу Запорізької області. Депутат Верховної Ради УРСР 4-го скликання.

## Біографія
Народилася у бідній селянській родині. Трудову діяльність розпочала з вісімнадцятирічного віку. З 1932 року працювала на Запорізькому машинобудівному заводі.
З 1940-х років — полірувальниця, наладниця полірувальних верстатів Запорізького машинобудівного заводу Запорізької області.
Потім — на пенсії у місті Запоріжжі.

## Нагороди
- ордени
- медалі